# Magnavox Odyssey
Magnavox Odyssey je ime za konzolu koju je razvila američka tvrtka Magnavox i stavljena je na tržište svibnju 1972. Ova konzola je prva kućna igraća konzola i pretječe Atarijev Pong, i još tome koristi analognu tehnologiju. Igre su bile jednostavne bez zvuka, i koristile su plastične prekrivaće za televizor, dok rezultat pojedinih igri je zabilježavan olovkom i papirom.  Magnavox Odyssey je bila popularna konzola tako da se pojavilo i posebni dodatak u obliku svjetlosnog pištolja. Dizajner Odysseya bio je Ralph Baer koji je proizveo prototip prve igraće konzole koja se zvala Brown Box 1968. Za ovu konzolu je postojalo 12 igri, koje su bile enkodirane preko posebnih elektronskih kaseta.